# Shunsuke Aoki
Shunsuke Aoki (japanisch 青木 俊輔 Aoki Shunsuke; * 8. Januar 2003 in der Präfektur Kumamoto) ist ein japanischer Fußballspieler.

## Karriere
Shunsuke Aoki erlernte das Fußballspielen in der Schulmannschaft der Higashi Fukuoka High School sowie in der Universitätsmannschaft der Hōsei-Universität. Die Saison 2024 wurde er von der Universität an den Zweitligisten V-Varen Nagasaki ausgeliehen. In der Spielzeit kam er einmal im Ligapokal zum Einsatz. Nach der Ausleihe wurde er am 1. Februar 2025 fest von Nagasaki unter Vertrag genommen. Sein Zweitligadebüt für den Verein aus Nagasaki gab Shunsuke Aoki am 15. März 2025 (5. Spieltag) im Heimspiel gegen Tokushima Vortis. Bei dem 1:0-Erfolg wurde er in der 87. Minute für Asahi Masuyama eingewechselt.